# Гранчар Дмитро Борисович
 Дмитро́ Бори́сович Гранчар — молодший сержант Збройних сил України, відзначився у ході російського вторгнення в Україну, учасник російсько-української війни, Герой України з удостоєнням ордена «Золота Зірка» (посмертно).

## Життєпис
Дмитро Гранчар народився 21 травня 1982 року в місті Поті Грузинської РСР. 
Після народження Дмитра сім'я переїхала на батьківщину батька в село Теплиця Болградського району Одеської області. У 1989 році пішов до першого класу місцевої школи, а у 1998 році став студентом Арцизького професійного аграрного ліцею, здобувши спеціальність електромонтера. 
У ході АТО на сході України мобілізований 25 травня 2015 року, ніс військову службу в складі в/ч 3416 Дніпропетровської області, а далі залишився в армії на контракті, мав статус учасника бойових дій. У жовтні 2021 року продовжив черговий контракт. 
З початком повномасштабного російського вторгнення в Україну перебував на передовій. Молодший сержант Дмитро Гранчар із позивним «Дємон» служив у танковому батальйоні 128-ї окремої гірничо-штурмової Закарпатської бригади, був командиром екіпажу танка Т-72, який воював під прапором України. У перервах між боями навчав новачків правильно обирати позицію, маневрувати, застосовувати різні види маскування. Ці навчання врятували життя не одному бійцю. Безстрашного танкіста знали вороги, які оголосили у своїх соцмережах винагороду за його життя — 25 тисяч доларів. 
Загинув 7 жовтня 2022 року під час штурмових дій поблизу селища Нововоронцовка Бериславського району Херсонської області. У танк Дмитра Гранчара влучила ворожа протитанкова керована ракета, він загинув на місці. Певний час побратими не могли забрати тіло воїна, бо той бій програли. Однак щойно ЗСУ звільнили місцевість, тіло відразу забрали. Майже два місяці тіло загиблого проходило експертизу. Чин прощання відбувся 22 листопада 2022 року в рідному селі.

## Нагороди
- звання «Герой України» з удостоєнням ордена «Золота Зірка» (29 вересня 2023, посмертно) — за особисту мужність і героїзм, виявлені у захисті державного суверенітету та територіальної цілісності України, самовіддане служіння Українському народові